# Лайсан

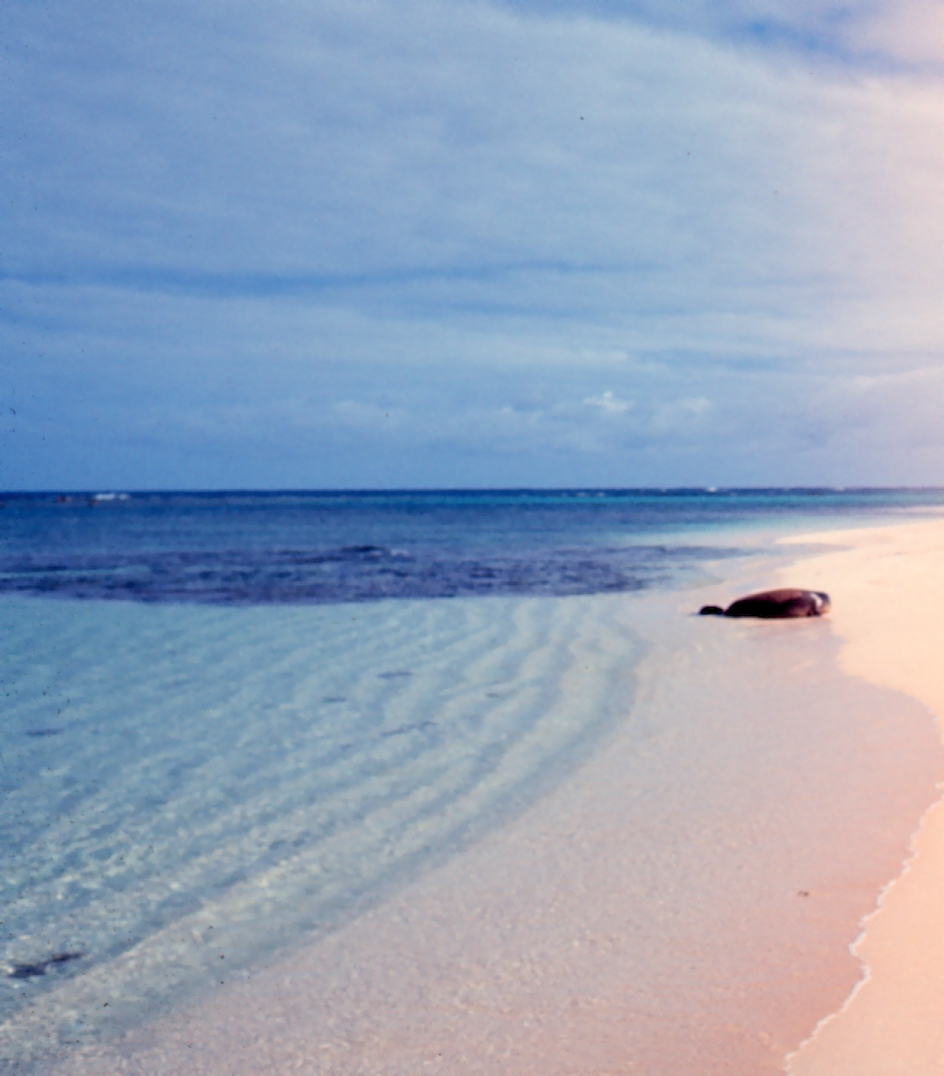
Тюлень Монк на пляжі на Острові Лайсан. 1969 р.

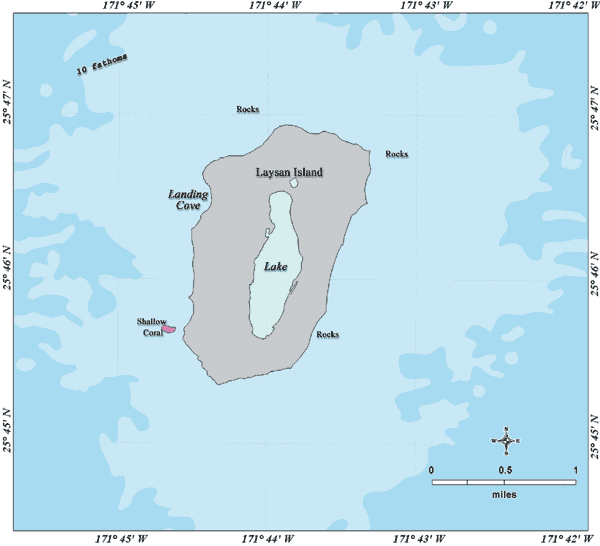
Мапа Острів Лайсан

Лайсан (англ. Laysan (мовою гавайців Кауо «Kauō»)) — атол в Тихому океані, належить до Гавайських островів. Площа острова приблизно 4,114 км². Острів має 2.4 км в довжину і 1.6 км в ширину.
Атол розташований за 930 км на північний захід від Гонолулу, що на острові Оаху.